# یهوآخاز یهودا
یهوآخاز یهودا (عبری: יְהוֹאָחָז‎) هفدهمین پادشاه یهودا (۳ ماه در ۶۰۹ قبل از میلاد) و چهارمین پسر پادشاه یوشیا بود که جانشین او شد. او هفدهمین پادشاه یهودا می باشد. مادرش هاموتال دختر ارمیا اهل لیبنه بود. او در سال ۶۳۳/۶۳۲ پیش از میلاد به دنیا آمد.